# Marcel Wassmer
Marcel Wassmer est un footballeur français né le 10 avril 1949 à Bethoncourt dans le département du Doubs et mort le 19 avril 1979 dans la même ville d'une rupture d'anévrisme.
Il évolue comme défenseur au FC Sochaux de 1969 à 1977.